# Samir Kamouna
Samir Ibrahim Kamouna (arabisch سمير كمونة) (* 2. April 1972 in Kairo) ist ein ehemaliger ägyptischer Fußballspieler.

## Karriere
Samir Kamouna spielte für den 1. FC Kaiserslautern 19-mal in der Bundesliga (ein Tor). Für die ägyptische Nationalmannschaft absolvierte er von 1995 bis 2000 36 Einsätze, wobei er 8 Tore erzielte.

## Erfolge und Titel
Bei Al-Mokawloon al-Arab
- 1× Ägyptischer Pokalsieger 1994/1995

Bei Al-Ahly Kairo
- 2× Ägyptischer Meister 1996/1997 & 1997/1998
- 2× Arabischer Supercupsieger 1997 & 1998
- 1× Ägyptischer Pokalsieger 2002/2003

In der Nationalmannschaft
- Teilnahme bei der U-19 Weltmeisterschaft 1991
- U19 African Cup of Nations 1991
- African Cup of Nations 1998